# Bernie Williams

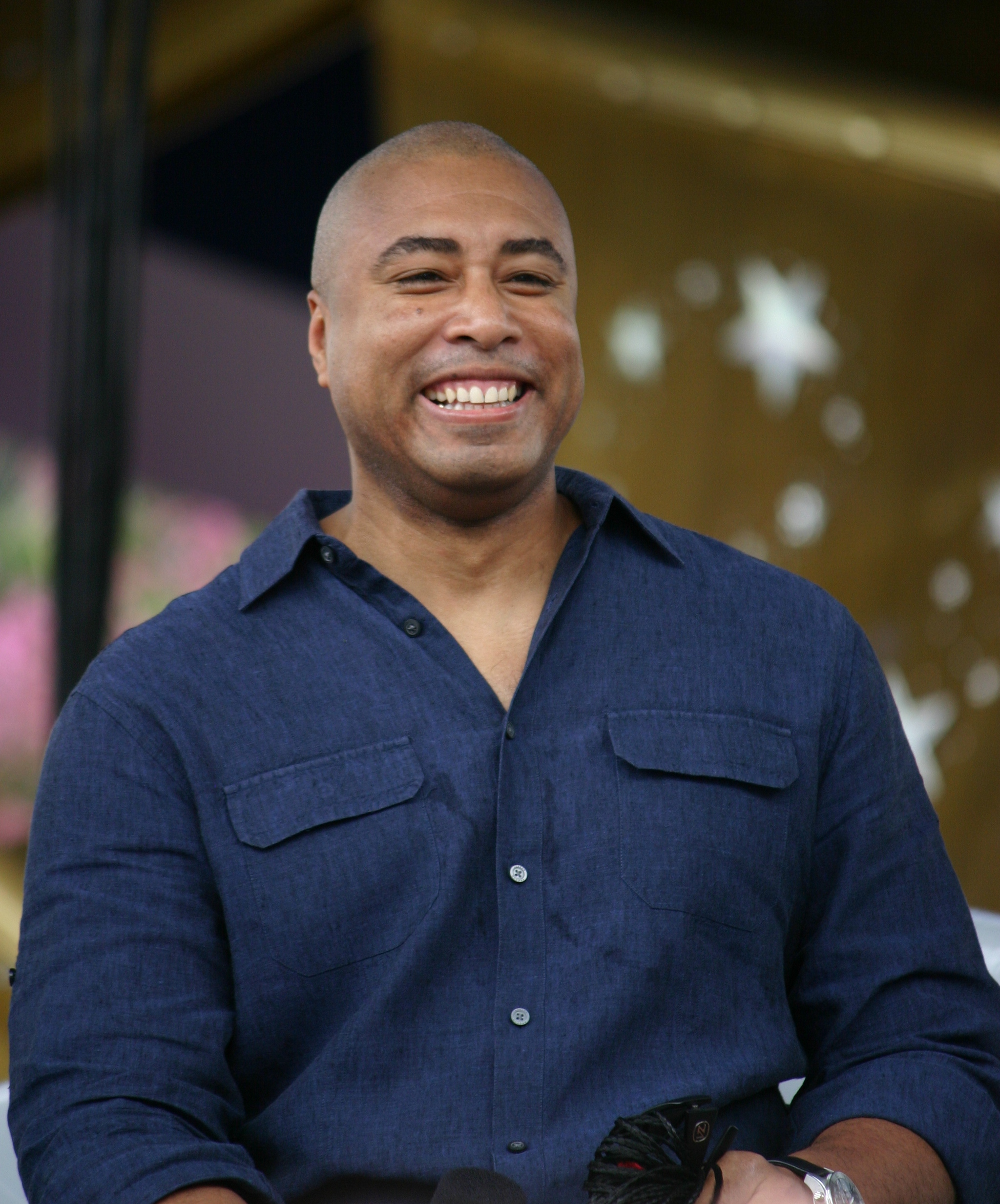
Bernie Williams, 2011.

Bernabé "Bernie" Williams Figueroa Jr., född 13 september 1968 i San Juan, är en puertoricansk musiker och före detta professionell basebollspelare. Han spelade som centerfielder för New York Yankees i Major League Baseball (MLB) mellan 1991 och 2006.
Han vann fyra World Series, fyra Gold Glove Award och en Silver Slugger Award. Williams fick sitt tröjnummer #51 pensionerad av Yankees den 24 maj 2015.
Efter den aktiva spelarkarriären har han blivit en framgångsrik jazzmusiker och fick sitt andra musikalbum Moving Forward nominerad till årets bästa instrumentala album vid 2009 års Latin Grammy Awards.